# Centrale nucleare di Brennilis
Il sito nucleare dei Monts d'Arrée ospita la centrale nucleare di Brennilis, questa centrale nucleare francese è situata nel dipartimento del Finistère a 55 km a nord da Quimper, sui territori dei comuni di Loqueffret e Brennilis, sui Monts d'Arrée ed a prossimità del lago artificiale di Saint-Michel e del fiume Éllez.

## Descrizione
L'impianto è composto da un unico reattore nucleare HWGCR (Heavy Water Gas Cooled Reactor), del modello MONTS-D'ARREE, chiamato EL4 (Eau Lourde no 4, acqua pesante n° 4). Questo reattore nucleare è il quarto di una serie di reattori sperimentali realizzati dal CEA ed appartenenti alla filiera ad acqua pesante (ZOE/EL1, EL2, EL3).
Il reattore nucleare EL4, installazione nucleare di base (INB) n° 162, era un prototipo industriale di produzione di elettricità funzionante ad uranio debolmente arricchito, moderato ad acqua pesante e refrigerato a gas carbonico.
Questa filiera (HWGCR) e quella a gas (GCR) – UNGG – sono state poi abbandonate a profitto di quella ad acqua pressurizzata (PWR).
La centrale di Brennilis è la prima centrale nucleare civile francese nella quale è iniziata una procedura di smantellamento, iniziata nel 1985 con lo shutdown definitivo e lo svuotamento del combustibile nucleare. Lo smantellamento completo dell'installazione è stato autorizzato con un decreto del febbraio 2006. EL4-D è l'installazione di deposito dei materiali della centrale nucleare nel contesto dello smantellamento di quest'ultima.